# گورستان دهنو سکاوند
گورستان دهنو سکاوند کد ۸۶ -H مربوط به هزاره اول قبل از میلاد است و در شهرستان هرسین، روستای دهنو واقع شده و این اثر در تاریخ ۲۴ فروردین ۱۳۸۲ با شمارهٔ ثبت ۸۱۶۱ به‌عنوان یکی از آثار ملی ایران به ثبت رسیده است.